# 途中越

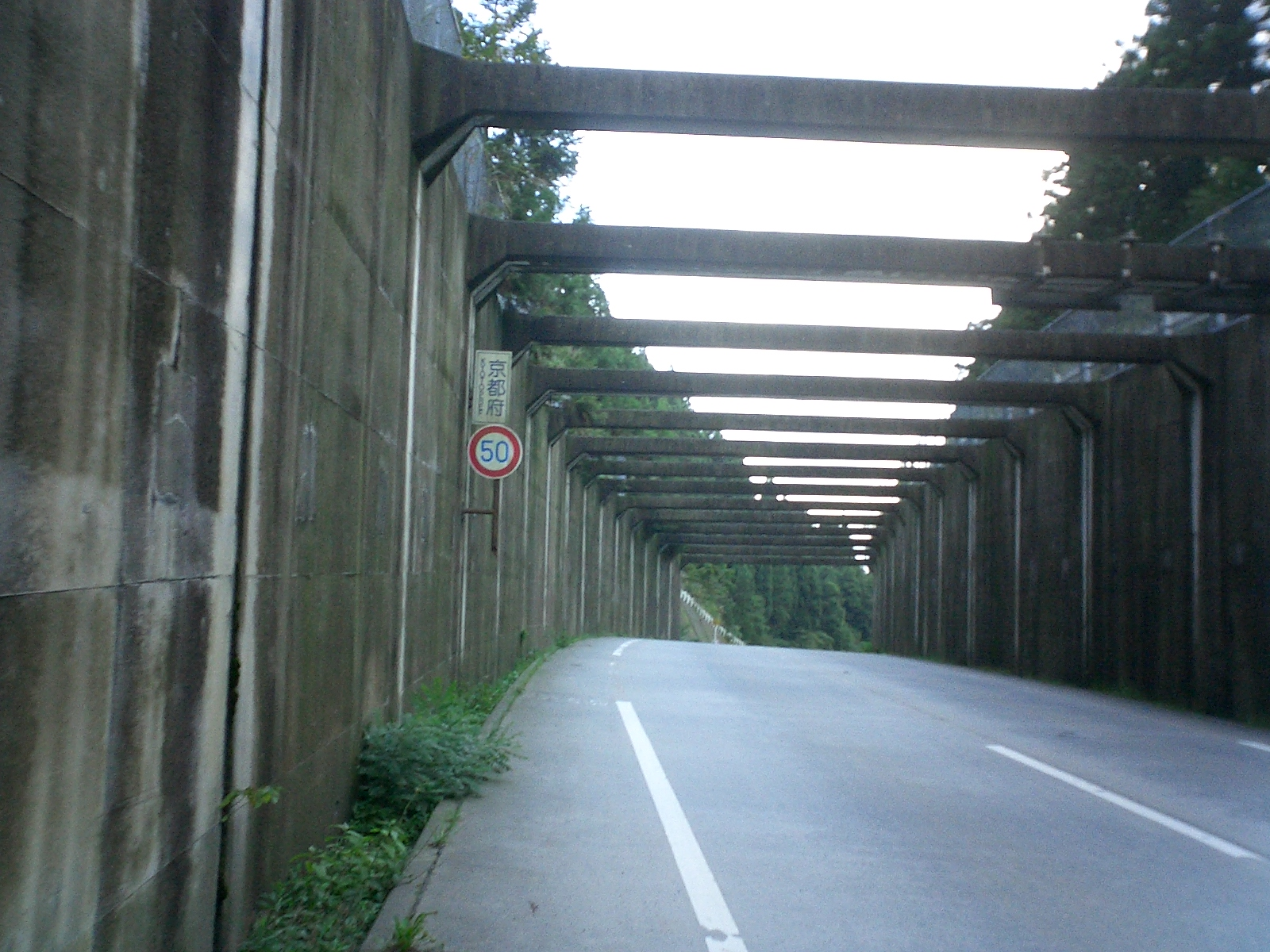
途中越（2008年10月撮影）

途中越（とちゅうごえ）は、京都市左京区大原小出石町と滋賀県大津市伊香立途中町の境に位置する峠。栃生越（とちゅうごえ）、竜華越（りゅうげごえ）または途中峠とも呼ばれる。なお、広義には峠前後の道の名称としても呼称される。
国道367号と国道477号の重複区間となっている。標高は382m。

## 概要
峠の名称は、延暦寺の僧侶で千日回峰行を創始した相応和尚（そうおうかしょう）がそれぞれ開山した無道寺（865年開山、延暦寺山内にある）と、葛川明王院（859年開山）の中ほどに位置する「龍花村」を「途中村」と命名したことから途中越と呼ばれるようになったと伝えられている。また、龍華越または橡生越とも称されたほか、朽木にあった橡生村と区別するために龍華橡生とも称された。
この峠を通る国道367号（京都市下京区～福井県若狭町）はかつての鯖街道（若狭街道）をおおむね踏襲しているが、京都から出発して最初の難所がこの峠であった。
峠から少し滋賀県側に進んだところには、途中トンネル（1988年開通）がある。

## 道路状況
現在は片側1車線の道路となっている。峠付近は掘割となっており、周囲より一段低くコンクリートで固められた殺風景な雰囲気となっている。また、幹線道路であるためトラックなど大型車を含む多くの車両が通行する。
峠のすぐ北側には、トンネルへ向かう道と途中集落を抜ける旧道との分岐がある。旧道は道幅が狭いほか急勾配が存在するものの、トンネルがかつて有料だったためこれを迂回する車両の通行が多かった。

## 位置情報
- 北緯35度9分36.6秒 東経135度51分10.8秒 / 北緯35.160167度 東経135.853000度座標: 北緯35度9分36.6秒 東経135度51分10.8秒 / 北緯35.160167度 東経135.853000度

## 周辺
- 勝華寺 - 葛川明王院へ向かう修験行者が立ち寄る。石造りの水船などが知られている[7][8]。

## 峠へのアクセス
- 路線バス（京都バス、江若交通）
  - 途中バス停
- 自動車 
  - 京都市街地からは、国道367号を北上。

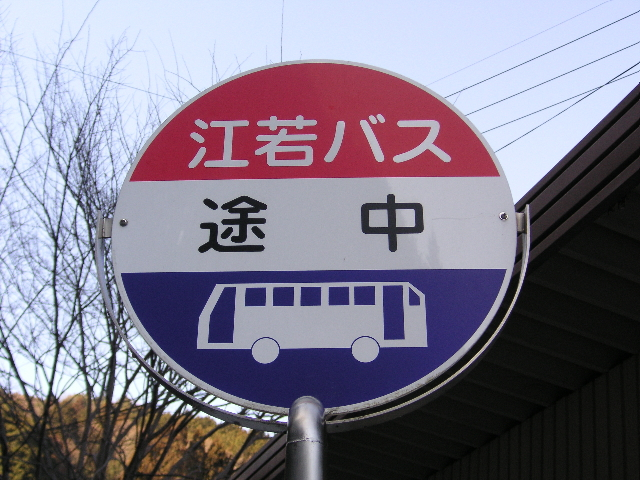
途中バス停

  - 京都市京北・京都府南丹地域からは、国道477号を大津市方面へ。（但し、狭隘道路である。詳しくは国道477号#百井別れなどを参照。）
  - 大津市街地からは、国道477号を京都市方面へ。
  - 高島市朽木からは、国道367号を南下。